# Instituto de Contabilidad y Auditoría de Cuentas
El Instituto de Contabilidad y Auditoría de Cuentas (ICAC) es un organismo público español, adscrito al Ministerio de Economía, Comercio y Empresa, con competencias propias en contabilidad, en todo lo relativo a la planificación y normalización contable, y a la regulación y supervisión de la actividad auditora.

## Historia
El Real Decreto 1982/1976, de 24 de agosto, creó el «Instituto de Planificación Contable». El Instituto tenía como funciones la adaptación del Plan General de Contabilidad a los sectores de la actividad económica que lo precisaran, el perfeccionamiento y actualización de la planificación contable y la difusión de la planificación y técnica contable. Se creó partiendo de la base contable que ya tenía la Dirección General de Tributos y la Comisión Central de Planificación Contable.
En 1988 se aprobó la Ley 19/1988, de 12 de julio, de Auditoría de Cuentas. La Disposición adicional segunda de esta norma suprimió el Instituto de Planificación Contable y creó el «Instituto de Contabilidad y Auditoría de Cuentas» al que se atribuyeron las competencias del Instituto de Planificación Contable y además las encomendadas por la ley 19/1988 en el ámbito de la auditoría de cuentas. 
Actualmente la actividad del ICAC se regula por la Ley 22/2015, de 20 de julio, de Auditoría de Cuentas y su reglamento de desarrollo, aprobado mediante Real Decreto 2/2021 de 12 de enero.
El ICAC es miembro de la Asamblea General del EFRAG y, desde 2022, dispone de asiento permanente en el Consejo Administrativo del EFRAG, que es su máximo órgano de gobierno, y en el Consejo de Sostenibilidad del organismo.

## Organización
Los órganos rectores del Instituto de Contabilidad y Auditoría de Cuentas son: El Presidente; El Comité de Auditoría de Cuentas y el Consejo de Información Corporativa.
El Comité de Auditoría de Cuentas está presidido por el presidente del ICAC y está compuesto por un máximo de 13 miembros. A la consideración de este órgano se deben someter preceptivamente los asuntos a los que se hace referencia en el apartado 1 del artículo 58 de la Ley 22/2015 de Auditoría de cuentas.
El Consejo de Información Corporativa es el órgano competente, una vez oído el Comité Consultivo de Contabilidad, para valorar la idoneidad y adecuación de cualquier propuesta normativa o de interpretación de interés general en materia contable con el Marco Conceptual de la Contabilidad regulado en el Código de Comercio. Asimismo, es el órgano competente, una vez oído el Comité Consultivo de Sostenibilidad, para valorar la idoneidad y adecuación de cualquier propuesta normativa o de interpretación de interés general en materia de información corporativa sobre sostenibilidad. El Consejo de Información Corporativa está presidido por el presidente del ICAC, que tendrá voto de calidad, y formado, junto con él, por un representante de cada uno de los centros, organismos o instituciones restantes que tengan atribuidas competencias de regulación en materia contable, y en su caso, de información corporativa sobre sostenibilidad del sistema financiero: Banco de España, Comisión Nacional del Mercado de Valores y Dirección General de Seguros y Fondos de Pensiones.

## Funciones
Las principales funciones del ICAC son las siguientes:
- En materia de planificación y normalización contable:
  - La realización de trabajos técnicos y propuestas del Plan General de Contabilidad adaptado a las Directivas de la Unión Europa y a las leyes y la aprobación de los planes específicos adaptados a los distintos sectores de la actividad económica.
  - La aprobación, mediante Resoluciones, de normas de obligado cumplimiento relativas al desarrollo del Plan General de Contabilidad, las adaptaciones sectoriales del mismo y la elaboración de las cuentas anuales que se estimen convenientes para la aplicación de dichas normas.
  - La actualización y perfeccionamiento de la planificación contable y proponer al  Ministerio de Asuntos Económicos y Transformación Digital las modificaciones normativas necesarias.
- En materia de auditoría de cuentas, de acuerdo con lo dispuesto en el artículo 46 de la Ley 22/2015, el ICAC es la autoridad responsable del sistema de supervisión pública y, en particular, de las siguientes funciones:
  - La autorización e inscripción en el Registro Oficial de Auditores de Cuentas (ROAC) de los auditores de cuentas y de las sociedades de auditoría.  Dicha inscripción es condición necesaria para el ejercicio de la auditoría en España,  y el ROAC depende del ICAC.
  - La adopción de normas en materia de ética, normas de control de calidad interna de la actividad de auditoría y normas técnicas de auditoría en los términos previstos en la ley 22/2015, así como la supervisión de su adecuado cumplimiento.
  - La formación continuada de los auditores de cuentas.
  - El sistema de inspecciones y de investigación de auditores y sociedades de auditoría.
  - La vigilancia regular de la evolución del mercado de servicios de auditoría de cuentas en el caso de entidades de interés público.
  - El régimen disciplinario.
  - La responsabilidad y participación en los mecanismos de cooperación internacional en el ámbito de la actividad de auditoría de cuentas.

El ICAC es el órgano responsable del desarrollo normativo de la información corporativa sobre sostenibilidad. La Audiencia pública del Anteproyecto de Ley por el que se regula el marco de información corporativa sobre cuestiones medioambientales, sociales y de gobernanza concluyó el 25 de mayo de 2023.

## Presidentes
El Presidente del Instituto de Contabilidad y Auditoría de Cuentas es un alto cargo de la Administración General del Estado con rango de director general, nombrado por el Gobierno, a propuesta del Ministro de Asuntos Económicos y Transformación Digital. El Presidente ostenta la representación legal del Organismo, ejerciendo las facultades que le asigna la Ley 22/2015 y las que reglamentariamente se determinen.
Por último, el artículo 57 de la Ley 22/2015, de 20 de julio, de Auditoría de Cuentas establece dos límites temporales y cuatro materiales para los candidatos a presidente y los expresidentes del Organismo. No puede ser Presidente del Instituto quien, en los tres años anteriores a su nombramiento incurra en alguno de los cuatro límites materiales que posteriormente se detallan, y tampoco los expresidentes podrán incurrir en ninguno de ellos en un periodo posterior a los dos años tras abandonar el cargo.
Los límites materiales son:
- Haya realizado auditorías de cuentas.
- Haya sido titular de derechos de voto en una sociedad de auditoría.
- Haya sido miembro del órgano de administración, dirección o supervisión de una sociedad de auditoría.
- Haya sido socio o mantenido una relación laboral o contractual de otro tipo con una sociedad de auditoría.

### Lista de presidentes
1. Carlos Cubillo Valverde (Instituto de Planificación Contable) (25 de agosto de 1976[6] - 8 de octubre de 1988)
2. Ricardo Bolufer Nieto (8 de octubre de 1988[7] - 7 de septiembre de 1996)
3. Antonio Gómez Ciria (21 de septiembre de 1996[8] - 14 de octubre de 2000)
4. José Luis López Combarros  (28 de octubre de 2000[9] - 29 de mayo de 2004)
5. José Ramón González García (29 de mayo de 2004[10] - 30 de junio de 2009)
6. José Antonio Gonzalo Angulo (30 de junio de 2009[11] - 18 de febrero de 2012)
7. Ana María Martínez-Pina (18 de febrero de 2012[12] - 26 de noviembre de 2016)
8. Enrique Rubio Herrera (26 de noviembre de 2016[13] - 19 de febrero de 2020)
9. Santiago Durán Domínguez (19 de febrero de 2020[14] - presente)